# Antherothamnus
Antherothamnus, monotipski biljni rod iz porodice Scrophulariaceae (strupnikovke), dio je tribusa Scrophularieae, potporodica Scrophularioideae.
Jedina vrsta je N. alaica afrička vrsta, javlja se u Zimbabveu, Bocvani, Namibiji i Južnoj Africi (Limpopo i sjeverozapadne provincije)

## Etimologija
Ime vrste “pearsonii” dolazi po profesoru H.H.W. Pearsonu koji je pronašao tipski primjerak tijekom memorijalne ekspedicije Percyja Sladena u Namibiji 1908. – 1909.

## Opis
Žbunasti, goli grm. Listovi mali (dugi 3 – 5 ili 10 mm), naizmjenični ili u snopovima. Cvat se sastoji od kratkih grozda koji izviru iz gornjih cvjetova. Čaška 5 – 7-režnjevita. Vjenčić ljevkast s 5 raširenih režnjeva. Prašnici 4, dvostruki, uključeni u vjenčić; staminod 1; prašnici 1-stanični. Stil filiforman, gore zadebljan. Ovarij 2-lokularni; ovula mnogo. Plod je kapsula.

## Sinonimi
- Selaginastrum Schinz & Thell.; Vierteljahrsschr. Nat. Ges. Zürich 74: 119 (1929)
- Antherothamnus rigidus (L.Bolus) E.Phillips; Bothalia 3: 271 (1937)
- Manuleopsis karasmontana Dinter; Repert. Spec. Nov. Regni Veg. Beih. 53: 29 (1928), in obs, ex Schinz & Thell.
- Selaginastrum karasmontanum Schinz & Thell.; Vierteljahrsschr. Nat. Ges. Zürich 74: 121 (1929)
- Selaginastrum rigidum (L.Bolus) Schinz & Thell.; Vierteljahrsschr. Naturf. Ges. Zürich 74: 121 (1929)
- Sutera rigida L.Bolus; Ann. Bolus Herb. 1: 99 (1915), nomen